# Světový pohár v alpském lyžování 2011/2012
Světový pohár v alpském lyžování 2011/12 byl 46. ročník nejvyšší soutěžní úrovně alpského lyžování. Sezóna začala 22. října 2011 závodem v rakouském Söldenu a skončila 18. března 2012 finálovým závodem v rakouském Schladmingu.

## Program závodů

### Legenda
| SJ | sjezd                     |
| SG | Super G                   |
| OS | obří slalom               |
| SL | slalom                    |
| P  | Paralelní závod           |
| K  | kombinace                 |
| SK | super kombinace           |
| DR | soutěž národních družstev |

### Muži
| Datum        | Místo konání                    | Soutěž | Vítěz                                                                         | Druhé místo                                                                   | Třetí místo                                                                   | Česká účast                                                                   | Detaily                                                                       |
| 23. 10. 2011 | Sölden, Rakousko                | OS     | Ted Ligety                                                                    | Alexis Pinturault                                                             | Philipp Schörghofer                                                           | 47. Kryštof Krýzl 60. Adam Zika                                               |                                                                               |
| 13. 11. 2011 | Levi, Finsko                    | SL     | Zrušeno pro nedostatek sněhu, přesunuto na 21. prosince do Flachau.           | Zrušeno pro nedostatek sněhu, přesunuto na 21. prosince do Flachau.           | Zrušeno pro nedostatek sněhu, přesunuto na 21. prosince do Flachau.           | Zrušeno pro nedostatek sněhu, přesunuto na 21. prosince do Flachau.           | Zrušeno pro nedostatek sněhu, přesunuto na 21. prosince do Flachau.           |
| 26. 11. 2011 | Lake Louise, Kanada             | SJ     | Didier Cuche                                                                  | Beat Feuz                                                                     | Hannes Reichelt                                                               |                                                                               |                                                                               |
| 27. 11. 2011 | Lake Louise, Kanada             | SG     | Aksel Lund Svindal                                                            | Didier Cuche                                                                  | Adrien Théaux                                                                 |                                                                               |                                                                               |
| 2. 12. 2011  | Beaver Creek, USA               | SJ     | Bode Miller                                                                   | Beat Feuz                                                                     | Klaus Kröll                                                                   |                                                                               |                                                                               |
| 3. 12. 2011  | Beaver Creek, USA               | SG     | Sandro Viletta                                                                | Aksel Lund Svindal                                                            | Beat Feuz                                                                     |                                                                               |                                                                               |
| 4. 12. 2011  | Beaver Creek, USA               | OS     | Marcel Hirscher                                                               | Ted Ligety                                                                    | Fritz Dopfer                                                                  | 42. Kryštof Krýzl 46. Ondřej Bank                                             |                                                                               |
| 6. 12. 2011  | Beaver Creek, USA               | OS     | Ted Ligety                                                                    | Marcel Hirscher                                                               | Kjetil Jansrud                                                                |                                                                               |                                                                               |
| 8. 12. 2011  | Beaver Creek, USA               | SL     | Ivica Kostelić                                                                | Cristian Deville                                                              | Marcel Hirscher                                                               | 29. Kryštof Krýzl 44. Filip Trejbal 46. Ondřej Bank                           |                                                                               |
| 10. 12. 2011 | Val-d'Isère, Francie            | OS     | Zrušeno pro nedostatek sněhu, přesunuto na 6. a 8. prosince do Beaver Creeku. | Zrušeno pro nedostatek sněhu, přesunuto na 6. a 8. prosince do Beaver Creeku. | Zrušeno pro nedostatek sněhu, přesunuto na 6. a 8. prosince do Beaver Creeku. | Zrušeno pro nedostatek sněhu, přesunuto na 6. a 8. prosince do Beaver Creeku. | Zrušeno pro nedostatek sněhu, přesunuto na 6. a 8. prosince do Beaver Creeku. |
| 11. 12. 2011 | Val-d'Isère, Francie            | SL     | Zrušeno pro nedostatek sněhu, přesunuto na 6. a 8. prosince do Beaver Creeku. | Zrušeno pro nedostatek sněhu, přesunuto na 6. a 8. prosince do Beaver Creeku. | Zrušeno pro nedostatek sněhu, přesunuto na 6. a 8. prosince do Beaver Creeku. | Zrušeno pro nedostatek sněhu, přesunuto na 6. a 8. prosince do Beaver Creeku. | Zrušeno pro nedostatek sněhu, přesunuto na 6. a 8. prosince do Beaver Creeku. |
| 16. 12. 2011 | Val Gardena, Itálie             | SG     | Beat Feuz                                                                     | Bode Miller                                                                   | Kjetil Jansrud                                                                |                                                                               |                                                                               |
| 17. 12. 2011 | Val Gardena, Itálie             | SJ     | Zrušeno pro silný vítr, přesunuto na 3. února do Chamonix.                    | Zrušeno pro silný vítr, přesunuto na 3. února do Chamonix.                    | Zrušeno pro silný vítr, přesunuto na 3. února do Chamonix.                    | Zrušeno pro silný vítr, přesunuto na 3. února do Chamonix.                    | Zrušeno pro silný vítr, přesunuto na 3. února do Chamonix.                    |
| 18. 12. 2011 | Alta Badia, Itálie              | OS     | Massimiliano Blardone                                                         | Hannes Reichelt                                                               | Philipp Schörghofer                                                           | 47. Ondřej Bank                                                               |                                                                               |
| 19. 12. 2011 | Alta Badia, Itálie              | SL     | Marcel Hirscher                                                               | Giuliano Razzoli                                                              | Felix Neureuther                                                              | 16. Filip Trejbal 55. Martin Vráblík                                          |                                                                               |
| 21. 12. 2011 | Flachau, Rakousko               | SL     | Ivica Kostelić                                                                | André Myhrer                                                                  | Cristian Deville                                                              | 24. Kryštof Krýzl 35. Filip Trejbal 51. Ondřej Bank 55. Martin Vráblík        |                                                                               |
| 29. 12. 2011 | Bormio, Itálie                  | SJ     | Didier Défago                                                                 | Patrick Küng                                                                  | Klaus Kröll                                                                   |                                                                               |                                                                               |
| 1. 1. 2012   | Mnichov, Německo                | P      | Zrušeno pro nedostatek sněhu.                                                 | Zrušeno pro nedostatek sněhu.                                                 | Zrušeno pro nedostatek sněhu.                                                 | Zrušeno pro nedostatek sněhu.                                                 | Zrušeno pro nedostatek sněhu.                                                 |
| 5. 1. 2012   | Záhřeb, Chorvatsko              | SL     | Marcel Hirscher                                                               | Felix Neureuther                                                              | Ivica Kostelić                                                                | 36. Kryštof Krýzl 38. Filip Trejbal                                           |                                                                               |
| 7. 1. 2012   | Adelboden, Švýcarsko            | OS     | Marcel Hirscher                                                               | Benjamin Raich                                                                | Massimiliano Blardone                                                         | 21. Kryštof Krýzl                                                             |                                                                               |
| 8. 1. 2012   | Adelboden, Švýcarsko            | SL     | Marcel Hirscher                                                               | Ivica Kostelić                                                                | Stefano Gross                                                                 | 12. Kryštof Krýzl 34. Filip Trejbal                                           |                                                                               |
| 13. 1. 2012  | Wengen, Švýcarsko               | SK     | Ivica Kostelić                                                                | Beat Feuz                                                                     | Bode Miller                                                                   | 31. Martin Vráblík                                                            | []                                                                            |
| 14. 1. 2012  | Wengen, Švýcarsko               | SJ     | Beat Feuz                                                                     | Hannes Reichelt                                                               | Christof Innerhofer                                                           |                                                                               | []                                                                            |
| 15. 1. 2012  | Wengen, Švýcarsko               | SL     | Ivica Kostelić                                                                | André Myhrer                                                                  | Fritz Dopfer                                                                  | 24.Kryštof Krýzl 36.Filip Trejbal 40.Martin Vráblík                           | []                                                                            |
| 20. 1. 2012  | Kitzbühel, Rakousko             | SG     | [[]]                                                                          | [[]]                                                                          | [[]]                                                                          |                                                                               | []                                                                            |
| 21. 1. 2012  | Kitzbühel, Rakousko             | SJ     | Didier Cuche                                                                  | Romed Baumann                                                                 | Klaus Kroell                                                                  |                                                                               | []                                                                            |
| 22. 1. 2012  | Kitzbühel, Rakousko             | SL     | Christian Deville                                                             | Mario Matt                                                                    | Ivica Kostelić                                                                | 21.Kryštof Krýzl                                                              | []                                                                            |
| 22. 1. 2012  | Kitzbühel, Rakousko             | SK     | Ivica Kostelić                                                                | Beat Feuz                                                                     | Silvan Zurbriggen                                                             |                                                                               | []                                                                            |
| 24. 1. 2012  | Schladming, Rakousko            | SL     | Marcel Hirscher                                                               | Stefano Gross                                                                 | Mario Matt                                                                    | 24.Kryštof Krýzl                                                              | []                                                                            |
| 28. 1. 2012  | Garmisch-Partenkirchen, Německo | SJ     | Didier Cuche                                                                  | Erik Guay                                                                     | Hannes Reichelt                                                               |                                                                               | []                                                                            |
| 29. 1. 2012  | Garmisch-Partenkirchen, Německo | SG     | [[]]                                                                          | [[]]                                                                          | [[]]                                                                          |                                                                               | []                                                                            |
| 3. 2. 2012   | Chamonix, Francie               | SJ     | Klaus Kroell                                                                  | Bode Miller                                                                   | Didier Cuche                                                                  | 57.Kryštof Krýzl                                                              | []                                                                            |
| 4. 2. 2012   | Chamonix, Francie               | SJ     | Jan Hudec                                                                     | Romed Baumann                                                                 | Erik Guay                                                                     | 56.Kryštof Krýzl                                                              | []                                                                            |
| 5. 2. 2012   | Chamonix, Francie               | SK     | Romed Baumann                                                                 | Alexis Pinturault                                                             | Beat Feuz                                                                     | 26.Kryštof Krýzl                                                              | []                                                                            |
| 11. 2. 2012  | Soči, Rusko                     | SJ     | Beat Feuz                                                                     | Benjamin Thomsen                                                              | Adrien Theaux                                                                 |                                                                               | []                                                                            |
| 12. 2. 2012  | Soči, Rusko                     | SK     | Ivica Kostelić                                                                | Beat Feuz                                                                     | Thomas Blondin                                                                | 23.Martin Vráblík                                                             | []                                                                            |
| 18. 2. 2012  | Bansko, Bulharsko               | OS     | Marcel Hirscher                                                               | Massimiliano Blardone                                                         | Marcel Mathis                                                                 | 40.Kryštof Krýzl                                                              | []                                                                            |
| 19. 2. 2012  | Bansko, Bulharsko               | SL     | Marcel Hirscher                                                               | André Myhrer                                                                  | Stefan Gross                                                                  | 20.Kryštof Krýzl 44.Filip Trejbal                                             | []                                                                            |
| 21. 2. 2012  | Moskva, Rusko                   | P      | Alexis Pinturault                                                             | Felix Neureuther                                                              | André Myhrer                                                                  |                                                                               | []                                                                            |
| 25. 2. 2012  | Crans-Montana, Švýcarsko        | SG     | Benjamin Raich                                                                | Adrien Théaux                                                                 | Didier Cuche                                                                  |                                                                               | []                                                                            |
| 26. 2. 2012  | Crans-Montana, Švýcarsko        | OS     | Massimiliano Blardone                                                         | Marcel Hirscher                                                               | Hannes Reichelt                                                               |                                                                               | []                                                                            |
| 3. 3. 2012   | Kvitfjell, Norsko               | SJ     | Klaus Kröll                                                                   | Kjetil Jansrud                                                                | Aksel Lund Svindal                                                            |                                                                               | []                                                                            |
| 4. 3. 2012   | Kvitfjell, Norsko               | SG     | Kjetil Jansrud                                                                | Aksel Lund Svindal                                                            | Beat Feuz                                                                     |                                                                               | []                                                                            |
| 10. 3. 2012  | Kranjska Gora, Slovinsko        | OS     | Ted Ligety                                                                    | Alexis Pinturault                                                             | Marcel Hirscher                                                               | 41.Kryštof Krýzl 62.Ondřej Berndt                                             | []                                                                            |
| 11. 3. 2012  | Kranjska Gora, Slovinsko        | SL     | André Myhrer                                                                  | Cristian Deville                                                              | Alexis Pinturault                                                             | 28.Filip Trejbal 29.Kryštof Krýzl                                             | []                                                                            |
| 14. 3. 2012  | Schladming, Rakousko            | SJ     | [[]]                                                                          | [[]]                                                                          | [[]]                                                                          |                                                                               | []                                                                            |
| 15. 3. 2012  | Schladming, Rakousko            | SG     | [[]]                                                                          | [[]]                                                                          | [[]]                                                                          |                                                                               | []                                                                            |
| 17. 3. 2012  | Schladming, Rakousko            | OS     | [[]]                                                                          | [[]]                                                                          | [[]]                                                                          |                                                                               | []                                                                            |
| 18. 3. 2012  | Schladming, Rakousko            | SL     | [[]]                                                                          | [[]]                                                                          | [[]]                                                                          |                                                                               | []                                                                            |

### Ženy
| Datum        | Místo konání                    | Soutěž            | Vítěz                                                                    | Druhé místo                                                              | Třetí místo                                                              | Česká účast                                                              | Detaily                                                                  |         |
| 22. 10. 2011 | Sölden, Rakousko                | OS                | Lindsey Vonnová                                                          | Viktoria Rebensburgová                                                   | Elisabeth Görglová                                                       | 50. Martina Dubovská                                                     |                                                                          |         |
| 12. 11. 2011 | Levi, Finsko                    | SL                | Zrušeno pro nedostatek sněhu, přesunuto na 20. prosince do Flachau.      | Zrušeno pro nedostatek sněhu, přesunuto na 20. prosince do Flachau.      | Zrušeno pro nedostatek sněhu, přesunuto na 20. prosince do Flachau.      | Zrušeno pro nedostatek sněhu, přesunuto na 20. prosince do Flachau.      | Zrušeno pro nedostatek sněhu, přesunuto na 20. prosince do Flachau.      |         |
| 26. 11. 2011 | Aspen, USA                      | OS                | Viktoria Rebensburgová                                                   | Elisabeth Görglová                                                       | Julia Mancusová                                                          | 45. Martina Dubovská                                                     |                                                                          |         |
| 27. 11. 2011 | Aspen, USA                      | SL                | Marlies Schildová                                                        | Maria Pietilä Holmnerová                                                 | Maria Höflová-Rieschová                                                  | 13. Šárka Záhrobská                                                      |                                                                          |         |
| 2. 12. 2011  | Lake Louise, Kanada             | SJ                | Lindsey Vonnová                                                          | Tina Weiratherová                                                        | Dominique Gisinová                                                       | 50. Klára Křížová                                                        |                                                                          |         |
| 3. 12. 2011  | Lake Louise, Kanada             | SJ                | Lindsey Vonnová                                                          | Marie Marchandová-Arvierová                                              | Elisabeth Görglová                                                       | 47. Klára Křížová                                                        |                                                                          |         |
| 4. 12. 2011  | Lake Louise, Kanada             | SG                | Lindsey Vonnová                                                          | Anna Fenningerová                                                        | Julia Mancusová                                                          | 53. Klára Křížová                                                        |                                                                          |         |
| 7. 12. 2011  | Beaver Creek, USA               | SG                | Lindsey Vonnová                                                          | Fabienne Suterová                                                        | Anna Fenningerová                                                        |                                                                          |                                                                          |         |
| 10. 12. 2011 | Val-d'Isère, Francie            | SK                | Zrušeno pro nedostatek sněhu.                                            | Zrušeno pro nedostatek sněhu.                                            | Zrušeno pro nedostatek sněhu.                                            | Zrušeno pro nedostatek sněhu.                                            | Zrušeno pro nedostatek sněhu.                                            |         |
| 11. 12. 2011 | Val-d'Isère, Francie            | SG                | Zrušeno pro nedostatek sněhu, přesunuto na 7. prosince do Beaver Creeku. | Zrušeno pro nedostatek sněhu, přesunuto na 7. prosince do Beaver Creeku. | Zrušeno pro nedostatek sněhu, přesunuto na 7. prosince do Beaver Creeku. | Zrušeno pro nedostatek sněhu, přesunuto na 7. prosince do Beaver Creeku. | Zrušeno pro nedostatek sněhu, přesunuto na 7. prosince do Beaver Creeku. |         |
| 17. 12. 2011 | Courchevel, Francie             | OS                | Zrušeno pro husté sněžení.                                               | Zrušeno pro husté sněžení.                                               | Zrušeno pro husté sněžení.                                               | Zrušeno pro husté sněžení.                                               | Zrušeno pro husté sněžení.                                               |         |
| 18. 12. 2011 | Courchevel, Francie             | SL                | Marlies Schildová                                                        | Tanja Poutiainenová                                                      | Kathrin Zettelová                                                        |                                                                          |                                                                          |         |
| 20. 12. 2011 | Flachau, Rakousko               | SL                | Marlies Schildová                                                        | Maria Höflová-Rieschová                                                  | Tina Mazeová                                                             |                                                                          |                                                                          |         |
| 28. 12. 2011 | Linec, Rakousko                 | OS                | Anna Fenningerová                                                        | Federica Brignoneová                                                     | Tessa Worleyová                                                          | 59. Martina Dubovská                                                     |                                                                          |         |
| 29. 12. 2011 | Linec, Rakousko                 | SL                | Marlies Schildová                                                        | Tina Mazeová                                                             | Mikaela Shiffrinová                                                      | 31. Šárka Záhrobská 63. Kateřina Pauláthová                              |                                                                          |         |
| 1. 1. 2012   | Mnichov, Německo                | P                 | Zrušeno pro nedostatek sněhu.                                            | Zrušeno pro nedostatek sněhu.                                            | Zrušeno pro nedostatek sněhu.                                            | Zrušeno pro nedostatek sněhu.                                            | Zrušeno pro nedostatek sněhu.                                            |         |
| 3. 1. 2012   | Záhřeb, Chorvatsko              | SL                | Marlies Schildová                                                        | Tina Mazeová                                                             | Michaela Kirchgasserová                                                  | 20.Šárka Záhrobská 55. Michaela Smutná                                   |                                                                          |         |
| 7. 1. 2012   | Bad Kleinkirchheim, Rakousko    | SJ                | Elisabeth Görglová                                                       | Julia Mancusová                                                          | Fabienne Suterová                                                        | 42. Klára Křížová                                                        |                                                                          |         |
| 8. 1. 2012   | Bad Kleinkirchheim, Rakousko    | SG                | Fabienne Suterová                                                        | Tina Mazeová                                                             | Anna Fenningerová                                                        | 46. Klára Křížová                                                        |                                                                          |         |
| 14. 1. 2012  | Cortina d'Ampezzo, Itálie       | SJ                | Daniela Merighettiová                                                    | Lindsey Vonnová                                                          | Maria Höflová-Rieschová                                                  |                                                                          | []                                                                       |         |
| 15. 1. 2012  | Cortina d'Ampezzo, Itálie       | SG                | Lindsey Vonnová                                                          | Maria Höflová-Rieschová                                                  | Tina Mazeová                                                             |                                                                          | []                                                                       |         |
| 21. 1. 2012  | Kranjska Gora, Slovinsko        | OS                | Tessa Worleyová                                                          | Federica Brignoneová                                                     | Viktoria Rebensburgová                                                   | 54. Kateřina Pauláthová 57. Šárka Záhrobská                              | []                                                                       |         |
| 22. 1. 2012  | Kranjska Gora, Slovinsko        | SL                | Michaela Kirchgasserová                                                  | Tanja Poutiainenová                                                      | Veronika Zuzulová                                                        | 16. Šárka Záhrobská                                                      |                                                                          |         |
| 28. 1. 2012  | Svatý Mořic, Švýcarsko          | SJ                | Lindsey Vonnová                                                          | Maria Höflová-Rieschová                                                  | Tina Weiratherová                                                        | 36. Klára Křížová                                                        | []                                                                       |         |
| 29. 1. 2012  | Svatý Mořic, Švýcarsko          | SK                | Maria Höflová-Rieschová                                                  | Lindsey Vonnová                                                          | Nicole Hospová                                                           |                                                                          | []                                                                       |         |
| 4. 2. 2012   | Garmisch-Partenkirchen, Německo | SJ                | Lindsey Vonnová                                                          | Nadja Kamerová                                                           | Tina Weiratherová                                                        |                                                                          | []                                                                       |         |
| 5. 2. 2012   | Garmisch-Partenkirchen, Německo | SG                | Julia Mancusová                                                          | Anna Fenningerová                                                        | Tina Weiratherová                                                        |                                                                          | []                                                                       |         |
| 11. 2. 2012  | Solder, Andorra                 | SL                | Marlies Schildová                                                        | Frida Hansdotterová                                                      | Kathrin Zettelová                                                        | 16. Šárka Záhrobská                                                      | []                                                                       |         |
| 12. 2. 2012  | Solder, Andorra                 | OS                | Tessa Worleyová                                                          | Tina Mazeová                                                             | Maria Höflová-Rieschová                                                  |                                                                          | []                                                                       |         |
| 18. 2. 2012  | Soči, Rusko                     | SJ                | Maria Höflová-Rieschová                                                  | Elisabeth Görglová                                                       | Lindsey Vonnová                                                          |                                                                          | []                                                                       |         |
| 19. 2. 2012  | Soči, Rusko                     | SK                | Zrušeno                                                                  | Zrušeno                                                                  | Zrušeno                                                                  | Zrušeno                                                                  | Zrušeno                                                                  |         |
| 21. 2. 2012  | Moskva, Rusko                   | P                 | Julia Mancusová                                                          | Michaela Kirchgasserová                                                  | Lindsey Vonnová                                                          |                                                                          | []                                                                       |         |
| 25. 2. 2012  | Moskva, Rusko                   | Bansko, Bulharsko | SJ                                                                       | Zrušeno                                                                  | Zrušeno                                                                  | Zrušeno                                                                  | Zrušeno                                                                  | Zrušeno |
| 26. 2. 2012  | SG                              | Bansko, Bulharsko | Lindsey Vonnová                                                          | Tina Weiratherová                                                        | Daniela Merighettiová                                                    |                                                                          | []                                                                       |         |
| 3. 3. 2012   | Ofterschwang, Německo           | OS                | Viktoria Rebensburgová                                                   | Lindsey Vonnová                                                          | Tina Mazeová                                                             |                                                                          | []                                                                       |         |
| 4. 3. 2012   | Ofterschwang, Německo           | SL                | Erin Mielzynská                                                          | Resi Stieglerová                                                         | Marlies Schildová                                                        | 21. Šárka Záhrobská                                                      | []                                                                       |         |
| 9. 3. 2012   | Åre, Švédsko                    | OS                | Lindsey Vonnová                                                          | Federica Brignoneová                                                     | Viktoria Rebensburgová                                                   | 37. Kateřina Pauláthová                                                  | []                                                                       |         |
| 10. 3. 2012  | Åre, Švédsko                    | SL                | Maria Höflová-Rieschová                                                  | Veronika Zuzulová                                                        | Marie-Michele Gagnonová                                                  | 27. Šárka Záhrobská                                                      | []                                                                       |         |
| 14. 3. 2012  | Schladming, Rakousko            | SJ                | Lindsey Vonnová                                                          | Marion Rollandová                                                        | Tina Mazeová                                                             |                                                                          | []                                                                       |         |
| 15. 3. 2012  | Schladming, Rakousko            | SG                | Viktoria Rebensburgová                                                   | Julia Mancusová                                                          | Marion Rollandová                                                        |                                                                          | []                                                                       |         |
| 17. 3. 2012  | Schladming, Rakousko            | SL                | Michaela Kirchgasserová                                                  | Veronika Zuzulová                                                        | Marlies Schildová                                                        | 18. Šárka Záhrobská                                                      | []                                                                       |         |
| 18. 3. 2012  | Schladming, Rakousko            | OS                | [[]]                                                                     | [[]]                                                                     | [[]]                                                                     |                                                                          | []                                                                       |         |

### Soutěž družstev
| Datum       | Místo                | Soutěž | Vítěz                                                                                | Druhý                                                                                         | Třetí                                                                   | Česká účast                                                              | Detaily |
| 16. 3. 2012 | Schladming, Rakousko | DR     | Rakousko Eva-Maria Bremová Michaela Kirchgasserová Philipp Schörghofer Marcel Mathis | Švýcarsko Lara Gutová-Behramiová-Behramiová Wendy Holdenerová Markus Vogel Silvian Zurbriggen | Švédsko Therese Borssen Frida Hansdotterová Mattias Hargin André Myhrer | 5. místo Andrea Zemanová Kateřina Pauláthová Filip Trejbal Kryštof Krýzl |         |

## Pořadí

### Celkově
Konečné pořadí po 44 závodech mužů a 37 závodech žen.
| Pořadí | Muži               | Muži | Ženy                    | Ženy |
| Pořadí | Jméno závodníka    | Body | Jméno závodnice         | Body |
| ------ | ------------------ | ---- | ----------------------- | ---- |
| 1.     | Marcel Hirscher    | 1355 | Lindsey Vonnová         | 1980 |
| 2.     | Beat Feuz          | 1330 | Tina Mazeová            | 1402 |
| 3.     | Aksel Lund Svindal | 1131 | Maria Höflová-Rieschová | 1227 |
| 4.     | Ivica Kostelić     | 1064 | Julia Mancusová         | 1020 |
| 5.     | Hannes Reichelt    | 1024 | Anna Fenningerová       | 994  |

### Sjezd
Konečné pořadí po 11 závodech mužů a 8 závodech žen.
| Pořadí | Muži            | Muži | Ženy                    | Ženy |
| Pořadí | Jméno závodníka | Body | Jméno závodnice         | Body |
| ------ | --------------- | ---- | ----------------------- | ---- |
| 1.     | Klaus Kröll     | 605  | Lindsey Vonnová         | 690  |
| 2.     | Beat Feuz       | 598  | Tina Weiratherová       | 400  |
| 3.     | Didier Cuche    | 521  | Elisabeth Görglová      | 384  |
| 4.     | Hannes Reichelt | 396  | Maria Höflová-Rieschová | 379  |
| 5.     | Bode Miller     | 383  | Julia Mancusová         | 277  |

### Super G
Konečné pořadí po 8 závodech mužů a 7 závodech žen.
| Pořadí | Muži               | Muži | Ženy              | Ženy |
| Pořadí | Jméno závodníka    | Body | Jméno závodnice   | Body |
| ------ | ------------------ | ---- | ----------------- | ---- |
| 1.     | Aksel Lund Svindal | 230  | Lindsey Vonnová   | 453  |
| 2.     | Didier Cuche       | 171  | Julia Mancusová   | 381  |
| 3.     | Beat Feuz          | 121  | Anna Fenningerová | 369  |
| 4.     | Kjetil Jansrud     | 119  | Tina Mazeová      | 257  |
| 5.     | Klaus Kröll        | 118  | Fabienne Suterová | 226  |

### Obří slalom
Konečné pořadí po 9 závodech.
| Pořadí | Muži                  | Muži | Ženy                   | Ženy |
| Pořadí | Jméno závodníka       | Body | Jméno závodnice        | Body |
| ------ | --------------------- | ---- | ---------------------- | ---- |
| 1.     | Marcel Hirscher       | 705  | Viktoria Rebensburgová | 650  |
| 2.     | Ted Ligety            | 513  | Lindsey Vonnová        | 455  |
| 3.     | Massimiliano Blardone | 408  | Tessa Worleyová        | 446  |
| 4.     | Alexis Pinturault     | 364  | Anna Fenningerová      | 442  |
| 5.     | Hannes Reichelt       | 337  | Tina Mazeová           | 367  |

### Slalom
Konečné pořadí po 11 závodech mužů a 10 závodech žen.
| Pořadí | Muži             | Muži | Ženy                    | Ženy |
| Pořadí | Jméno závodníka  | Body | Jméno závodnice         | Body |
| ------ | ---------------- | ---- | ----------------------- | ---- |
| 1.     | André Myhrer     | 644  | Marlies Schildová       | 760  |
| 2.     | Ivica Kostelić   | 610  | Michaela Kirchgasserová | 452  |
| 3.     | Marcel Hirscher  | 560  | Tina Mazeová            | 413  |
| 4.     | Cristian Deville | 450  | Veronika Zuzulová       | 377  |
| 5.     | Stefan Gross     | 412  | Kathrin Zettelová       | 356  |

### Kombinace
Konečné pořadí po 4 závodech mužů a 2 závodech žen.
| Pořadí | Muži               | Muži | Ženy                    | Ženy |
| Pořadí | Jméno závodníka    | Body | Jméno závodnice         | Body |
| ------ | ------------------ | ---- | ----------------------- | ---- |
| 1.     | Ivica Kostelić     | 336  | Lindsey Vonnová         | 180  |
| 2.     | Beat Feuz          | 300  | Tina Mazeová            | 125  |
| 3.     | Romed Baumann      | 159  | Nicole Hospová          | 120  |
| 4.     | Alexis Pinturault  | 130  | Maria Höflová-Rieschová | 110  |
| 5.     | Lund Aksel Svindal | 128  | Kathrin Zettelová       | 79   |